# Bulletface
Bulletface (titlu original: Bulletface) este un film american thriller de acțiune din 2010 regizat de Albert Pyun. Scenariul a fost scris de Randall Fontana, care a colaborat anterior cu Pyun la Hong Kong '97. Rolurile principale au fost interpretate de actorii Victoria Maurette, Steven Bauer și Morgan Weisser.

## Distribuție
- Victoria Maurette - Dara Marren
- Steven Bauer - Ned Walker
- Morgan Weisser - Josh Wexler
- Jenny Dare Paulin - Shannon Dall
- Eddie Velez - Eric Muller
- Scott Paulin - Brendon Wexler
- Francia Almendárez - Maria
- Michael Esparza - Bruno Maren
- Jeremy Parrish - Marco & Robert Muller
- Assaf Cohen - Amir

## Primire

### Premii
2006 Northwest Independent Film Festival:
• Best Experimental Film
2012 Pollygrind Underground Film Festival
- Best Crime Film 
- Bad Girl Award
- Victoria Maurette 
- Best Sound Design
- Tony Riparetti 